# Arboretum im. Benedykta Dybowskiego
Arboretum im. Benedykta Dybowskiego – arboretum we Lwowie, położone przy ulicy Kubańskiej 12 (wcześniej Benedykta Dybowskiego, do 1931 Zaścianek), w dzielnicy Pohulanka, w rejonie halickim. 
Arboretum zostało założone w 2010 na terenie, który wcześniej był najbardziej na północ wysuniętą częścią Parku Snopkowskiego. Ponadto obejmuje obszar dawnego arboretum, które w 1910 założył polski botanik, dendrolog i zoolog Benedykt Dybowski. Do 1945 rosły tu rośliny i drzewa, które otrzymywał z różnych stron świata, a którym udało się zaaklimatyzować w tutejszych warunkach. Znajdowało się ono w otoczeniu wybudowanej dla niego willi "Biały Dworek", która powstała w 1913 według projektu Józefa Sosnowskiego. Budynek posiada ryzalit czterokolumnowy portyk z trójkątnym frontonem, obecnie mieści młodzieżowe centrum edukacji ekologicznej. Znajduje się tu jedna z największych na Ukrainie i największa we Lwowie kolekcja dendrologiczna. Rośnie tu 113 gatunków drzew i krzewów, wiele z nich ma ponad 150 lat, jest wśród nich cis, który jest wpisany do Czerwonej Księgi Ukrainy. Ponadto rośnie tu kolekcja roślin uwzględnionych w Czerwonej Księdze Ukrainy oraz ozdobnych roślin zielnych. Na terenie arboretum zamieszkuje ok. 130 gatunków zwierząt.